# Hay Hassani
Hay Hassani (arabiska: الحي الحسني) är ett arrondissement och en arrondissementsprefektur i Casablanca i Marocko. Antalet invånare var 468 542 vid folkräkningen 2014.